# UBR
UBR (Ukrainian Business Resource, Украинский бизнес-ресурс, УБР) — украинский бизнес-канал. Создан в 2008 году, при этом полноценное вещание началось 2 марта 2009 года. Победитель премии Media & Sat Leaders 2010 в номинации «канал деловых новостей». Канал также получил грамоту от министерства экономики Украины. Являлся популярным среди бизнес-менеджеров на Украине. 95 % эфира состояло из программ собственного производства.

## История
Телеканал начал тестовое вещание 5 февраля 2009 года с кириллическим логотипом УБР. 2 марта 2009 года началось полноценное вещание, но канал вещал по 12 часов в сутки (с 12:00 до 0:00 по местному времени). 24 июня национальный совет по телевидению и радиовещанию разрешил каналу увеличить время эфира до 18 часов в сутки (с 6:30 до 0:30 по местному времени) и сменить логотип с украиноязычного на англоязычный. Логотип также менялся 15 марта 2010 года и 29 марта 2011 года. 31 августа 2011 года у канала сменились собственники — 70 % компании ESGroup, которая владеет каналом, выкупила кипрская компания Multimedia Ltd. Существует версия, что эта сделка открыла путь для  перевода денег на офшорные счета. Летом 2013 года холдинг Игоря Гужвы «Мультимедиа Инвест Групп» присоединил телеканал UBR к своим активам

## Вещание

### Телевизионное вещание
Телеканал вещал в кабельных сетях Украины. Среди кабельных вещателей числились не только региональные кабельные операторы, но и такие общенациональные операторы, как Воля и Триолан. Также канал вещал открыто с израильского спутника Amos. Телеканал вошёл в пакет спутникового оператора Viasat Украина. Телеканал мог бы вещать в одиннадцати региональных центрах Украины в региональном мультиплексе MX-5, но отказался от них. В том, что это сделано для сохранения имиджа после обвинений в нечестности конкурса, что является официальной версией, эксперты не уверены. Предполагается, что причиной стали высокие тарифы «Зеонбуда». Есть и другое предположение: UBR будет вещать в пятом мультплексе на базе никому неизвестных фирм-однодневок, которые на пятерых выиграли лицензии в мультиплексе MX-5 во всех регионах.

### Интернет-вещание
Помимо непосредственного онлайн-вещания на официальном сайте, в интернете велась трансляция рабочих процессов.

### Вещание на коммуникаторах
Видео телеканала можно было смотреть на iPhone и iPad, а также была доступна PDA-версия сайта.